# Aileen Quinn

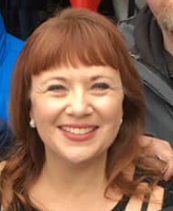
Aileen Quinn

Aileen Quinn (* 28. Juni 1971 in Yardley, Pennsylvania) ist eine US-amerikanische Musicaldarstellerin und Filmschauspielerin.

## Leben
Aileen Quinn nahm als Kind Tanzunterricht und war als Kinderdarstellerin im Musical Annie in Nebenrollen in der Zweitbesetzung zu sehen. Nach einem größeren Casting wurde sie für die Musical-Verfilmung Annie als Hauptdarstellerin verpflichtet. Dies brachte ihr zwei Golden-Globe-Nominierungen. Es folgten noch kleinere Einsätze in Musicals und Filmen.
Nach dem College wurde sie wieder als Musicaldarstellerin aktiv, darunter in Tour-Produktionen von Anatevka, Peter Pan und Saturday Night Fever.

## Filmografie (Auswahl)
- 1982: Annie
- 1986: Der Froschkönig (The Frog Prince)
- 2014: The Comeback Kids (Fernsehserie, 2 Folgen)